# Дама з папугою біля вікна
«Дама з папугою біля вікна» (нім. Dame mit Papagei am Fenster) — портрет невідомої молодої дами, створений нідерландським художником Каспаром Нетшером у 1666 році.

## Опис
На картині Каспара Нетшера зображена молода усміхнена жінка в елегантній золотистій сукні, що стоїть впівоберта в отворі вікна, прикрашеного вишуканою шторою бронзового кольору. На вказівному пальці дами правої руки сидить папуга жако, а лівою рукою вона годує його. Її погляд звернений не на птицю, а на глядача, за вікно. На підвіконні зліва знаходиться кругла металева клітка для папуги, праворуч недбало кинутий східний килим. На задньому плані картини, в глибині приміщення стоїть молодий слуга з круглим срібним підносом.

## Провенанс
Картина «Дама з папугою біля вікна» до середини 1930-х років перебувала у власності мюнхенської Старої пінакотеки. При націонал-соціалістах її конфіскували з музею для продажи за валюту. У 1938 році картина була продана уповноваженим торговцем антикваріатом Белером якомусь нідерландському колезі. Далі її придбали бельгійці єврейського походження подружжя Гуго і Елізабет Якоба Андріссе.
У 1939 році Андріссе передали свою мистецьку колекцію, в тому числі «Даму з папугою», на зберігання в бункер Королівського музею в Брюсселі. В 1940 році після окупації Бельгії вермахтом подружжя Андріссе тікали через Португалію в США. Гуго Андріссе помер у США в 1942 році, а його єдиною спадкоємицею залишалася дружина Елізабет, яка померла за океаном у 1963 році.
У 1942 році за розпорядженням із штабу Розенберга «Даму з папугою» у складі колекції Андріссе конфіскували вдруге. Зі складеного в 1942 році списку предметів мистецтва, переданих у колекцію рейхсмаршала Германа Герінга, випливає, що 14 березня 1942 року картина надійшла в сховище паризького Лувру.
Після Другої світової війни картина Нетшера виявилася у кельнського антиквара Енне Абельс. У 1950 році підприємець і колекціонер мистецтва з Бармена Рудольф Цирш придбав у неї «Даму з папугою» і подарував Вуппертальському міському музею (нині відомий під назвою Музей фон дер Гейдт) з нагоди 50-річчя з дня його заснування.

## Реституція
На початку 2013 року спадкоємці Елізабет Андріссе, що створили у США благодійну організацію, звернулися до вуппертальського музею з вимогою повернути картину. За словами директора Музею фон дер Гейдта Герхарда Фінка, необхідність реституції картини спадкоємцям була очевидною, хоча насправді портрет належить мюнхенській пінакотеці. У нього існує сім копій, але конкретно цей екземпляр позначений номером Старої пінакотеки. 24 лютого 2014 року Міська рада Вупперталя оформила відповідне позитивне рішення. У травні 2014 року стало відомо, що спадкоємці Андріссе збираються виставити на торги картину в «Крістіз», а виручені кошти передати на благодійні цілі, зокрема на потреби онкологічного центру. У «Крістіз» планували виручити за цю картину Каспара Нетшера близько трьох мільйонів доларів США. У жовтні 2016 року картина «Дама з папугою біля вікна» була продана арт-дилеру Річарду Гріну за п'ять мільйонів доларів і перейшла у фонди Національної галереї у Вашингтоні. Демонструється в західній будівлі.